# Bartsia patens
Bartsia patens är en snyltrotsväxtart som beskrevs av George Bentham. Bartsia patens ingår i släktet svarthösläktet, och familjen snyltrotsväxter. Inga underarter finns listade i Catalogue of Life.